# 인동 장씨 (직제학계)
인동 장씨(仁同 張氏)는 경상북도 구미시 및 칠곡군에 위치하는 인동(仁同) 지역을 본관으로 하는 한국의 성씨이다. 

## 역사
시조 장계(張桂)는 고려 충렬왕 31년 국학진사 권지도평의녹사에 등과하여 진현전직제학(進賢殿直提學)을 거쳐 예문관대제학(藝文館大提學)에 이르고 옥산군에 봉해졌으며 인동현의 남쪽 발영전에 터를 잡아 본관을 인동(仁同)으로 하였다. 조선초에 5개 파로 분파되어 인동을 떠나 임지인 경북 영주, 예천, 문경과 충북 단양으로 옮겨 살았다.

## 본관
인동(仁同)은 경상북도 구미시 및 칠곡군에 위치하는 옛 인동군(仁同郡) 일대를 가리키는 지명이다.

## 분파
- 동정공파(同正公派)  : 분파조는 7세 장선손(張善孫)이며 승훈랑(承訓郞)으로 의정부(議政府) 첨서와 녹사(錄事)를 역임하였다.
- 주부공파(主簿公派)  : 분파조는 7세 장경손(張敬孫)이며 사재감 주부(司宰監 注簿)를 역임하였다.
- 연복군파(延福君派)  : 분파조는 7세 장말손(張末孫)이며 사헌부 감찰(司憲府 監察), 함길도 병마도사(咸吉道 兵馬都事) 등을 역임했으며 안양공파(安襄公派)로도 불린다.
- 송암공파(松菴公派)  : 분파조는 10세 장구주(張九疇)이며 강원도 영월 군수(寧越郡守)를 역임하였으며 송암공파, 영월파, 군수공파로도 불린다.
- 판관공파(判官公派)  : 분파조는 7세 장의손(張義孫)이며 판관(判官)을 역임하였다.
- 판윤공파(判尹公派)  : 분파조는 6세 장수량(張遂良)이며 판윤공파(判尹公派)로도 불린다.
- 문숙공파(文肅公派)  : 분파조는 7세 장순손(張順孫)이며 우의정, 좌의정을 거쳐 영의정을 역임하였다.

## 인물
조선조 과거 급제자 31명 (문과 7명, 진사시 7명, 생원시 17명)
- 장말손(張末孫)  : 조선조 승문원박사(承文院博士)·한성부참군(漢城府參軍)·사헌부감찰(司憲府監察)·함길도병마도사(咸吉道兵馬都事)
- 장맹우(張孟羽)  : 조선조 황해도도사(黃海道都事)
- 장응선(張應璇)  : 조선조 홍문관검열(弘文館檢閱)·풍기군수(豊基郡守)·사재감정(司宰監正)
- 장수희(張壽禧)  : 조선조 어모장군(禦侮將軍)·형조참의(刑曹參議)
- 장준남(張俊南)  : 조선조 박사(博士)·제독(提督)·사헌부감찰(司憲府監察)
- 장진(張瑱)  : 조선조 성균관전적(成均館典籍)·용담현령(龍潭縣令)·예조정랑(禮曹正郞)·진주목사(晉州牧使)·사헌부장령(司憲府掌令)
- 장후상(張后相)  : 조선조 성균관전적(成均館典籍)·사헌부감찰(司憲府監察)·성균관사예(成均館司藝)·예조좌랑(禮曹佐郞)·양산군수(梁山郡守)
- 장위항(張緯恒)  : 조선조 성균관전적(成均館典籍)·사헌부감찰(司憲府監察)·자인현감(慈仁縣監)

- 장화식(張華植)  : 대한제국 한성부판윤·육군참장·군부참모국장·군부군무국장
- 장충식(張忠植)  : 대한제국 항일의사, 건국훈장 애족장
- 장익환(張益煥)  : 대한제국 항일의사, 건국훈장 애족장
- 장사훈(張師勛)  : 대한민국 문학박사, 서울대교수
- 장윤석(張倫碩)  : 대한민국 법조인, 제17·18·19대 국회의원
- 장준규(張駿圭)  : 대한민국 제46대 육군참모총장
- 장미화     : 대한민국 희극인
- 장혜진(張惠珍)  : 대한민국 양궁 선수, 2016년 리우올림픽 2관왕
- 장승조(張勝祖)  : 대한민국 배우, 본명 장현덕

- 문과		(7명)

장기연(張紀淵) 장말손(張末孫) 장맹우(張孟羽) 장위항(張緯恒) 장준남(張俊南) 장진(張瑱) 장후상(張后相) 		
- 진사시	(7명)

장계훈(張繼勳) 장말손(張末孫) 장선(張璇) 장여화(張汝華) 장인환(張麟煥) 장주남(張胄男) 장지걸(張之杰) 	
- 생원시	(17명)

장복영(張復永) 장세권(張世權) 장세상(張世相) 장세희(張世禧) 장영제(張永濟) 장오상(張五相) 장용(張瑢) 장용우(張龍遇) 장용환(張龍煥) 장위항(張緯恒) 장윤옥(張胤鈺) 장응신(張應臣) 장직방(張直方) 장태기(張泰祺) 장태집(張泰集) 장화진(張華鎭) 장회구(張晦矩) 장후상(張后相)

## 유적
종가는 경상북도 영주시 화기리에 위치하고 있다. 시도 민속자료 98호 인동장씨 연복군 종택 장말손의 후손 장언상이 1500년대 후반 건립한 것으로 약 500년 가까이 이어져 오고 있는 종택이다. 보물 501호 장계 홍패 및 장말손 백패·홍패(張桂 紅牌 및 張末孫 白牌ㆍ紅牌)는 인동 장씨의 조상인 장계(張桂)와 그의 후손인 장말손(張末孫)에게 과거에 급제한 것을 알리는 합격증서로 총 3점이며, 인동 장씨가문에서 소장하고 있다. 장계에게 내린 홍패는 고려 충렬왕 31년(1305)에 내린 것으로 서체는 행서체이다. 장말손에게 내린 백패는 조선 단종 1년(1453)에 진사시험 2등 제7인에 합격한 증서이고, 홍패는 세조 5년(1459)에 문과의 병과 제3급에 합격한 증서이다. 보물 502호 장말손초상(張末孫肖像)은 조선시대 문신인 장말손을 그린 초상화로, 크기는 가로 107cm, 세로 171cm이다. 보물 604호 장말손 적개공신교서(張末孫 敵愾功臣敎書)은 세조 13년(1467)에 이시애의 난을 평정하는데 수훈을 세운 45인의 공신들에게 내린 교서로서, 그 가운데 장말손은 2등공신으로 선정되어 적개공신의 교서를 받았다. 보물 881호 조선 세조 때의 명신인 장말손(1431∼1486)의 것으로 패도(佩刀)와 적개공신회맹록이다. 패도는 세조 12년(1466)에 함경도 회령에서 오랑캐를 물리친 공으로 왕으로부터 옥적(옥피리) 1정(丁)과 은배(은잔) 1쌍과 함께 하사받은 것이다. 적개공신회맹록은 세조 13년(1447)에 이시애의 난을 평정한 공으로 적개공신에 임명되어 예종 원년(1469) 3월에 내린 회맹록이다. 보물 1005호 조선 세조부터 성종 때까지의 문신인 장말손(1431∼1486)의 종손가에 보관되어 전해오는 고문서들로 5종 18점이다. 이들 고문서에는 고려 우왕 11년(1385) 장말손의 증조(장전)의 소지를 비롯하여 논밭·노비소유관계 문서와 도망간 노비를 잡아줄 것을 요청하는 내용이 담긴 문서가 있다.

## 집성촌
- 경상북도 영주시 장수면 화기리
- 경상북도 영주시 평은면 금광리
- 경상북도 예천군 용궁면 송암리
- 경상북도 예천군 호명면 원곡리
- 경상북도 문경시 가은읍 죽문리
- 경상북도 문경시 산북면 흑송리
- 충청북도 단양군 단양읍 별곡리